# コンラッド東京
コンラッド東京（コンラッドとうきょう、英称:Conrad Tokyo）は、東京都港区東新橋（汐留）の東京汐留ビルディング内に所在する高級ホテルで、ヒルトングループの最高級ブランドであるコンラッド・ホテルのひとつ。

## ホテル概要
東京汐留ビルディングの28階から37階に入居し、婚礼・宴会施設が入る別棟も設けられている。森トラスト株式会社が100%出資するMT&ヒルトンホテル株式会社により運営されている。
計画当初は「セントレジス東京」という名で、スターウッド・ホテル&リゾートの「セントレジス」ブランドの日本初のホテルとして開業する予定だったが、アメリカの会計基準の変更により断念され、代わってヒルトン系の「コンラッド」ブランドの日本最初のホテルとなった。
ミシュランガイド東京日本語版において、快適さによる評価では最高ランクのレッドパビリオン5つを7年連続獲得している。

### コンセプト

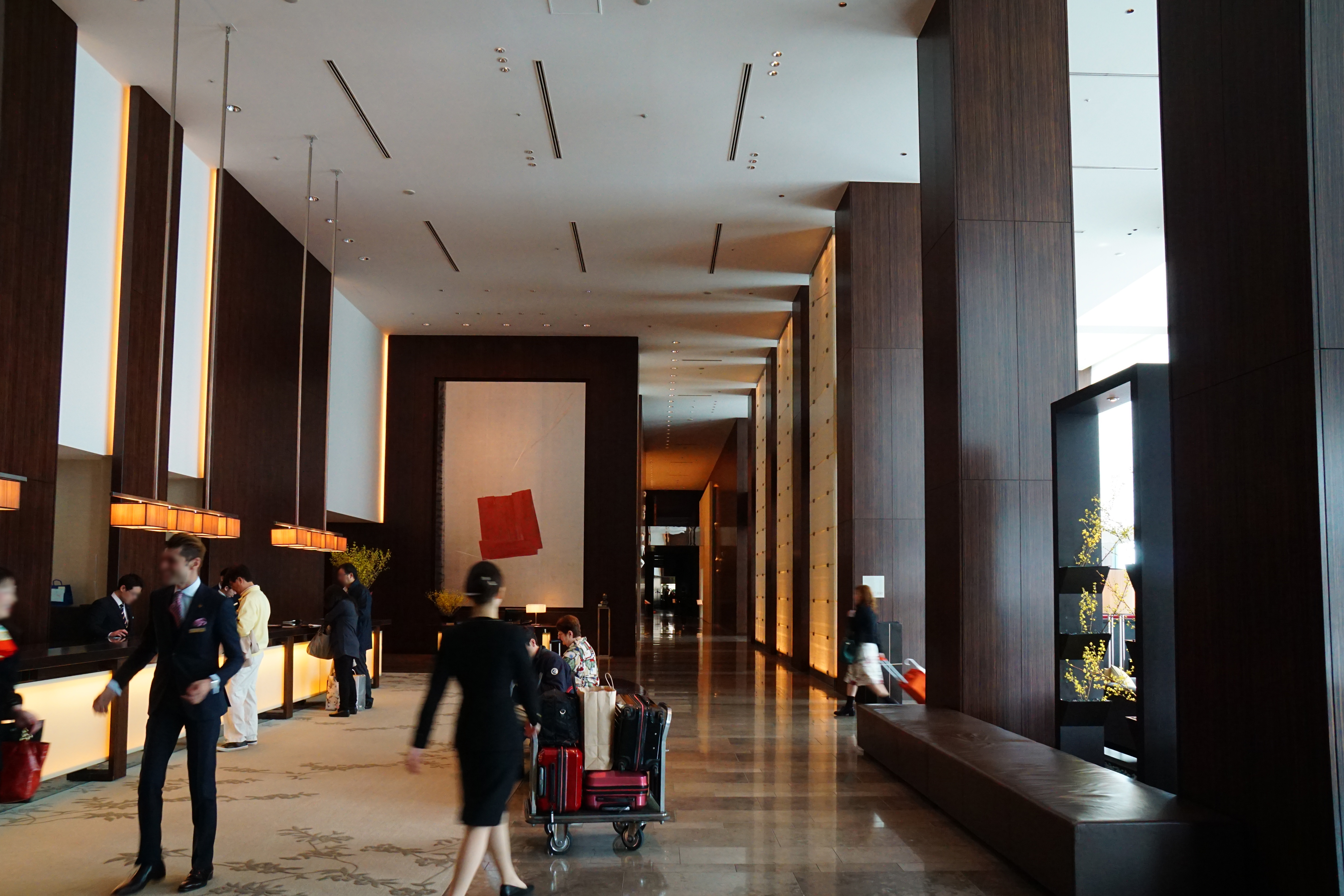
ロビー

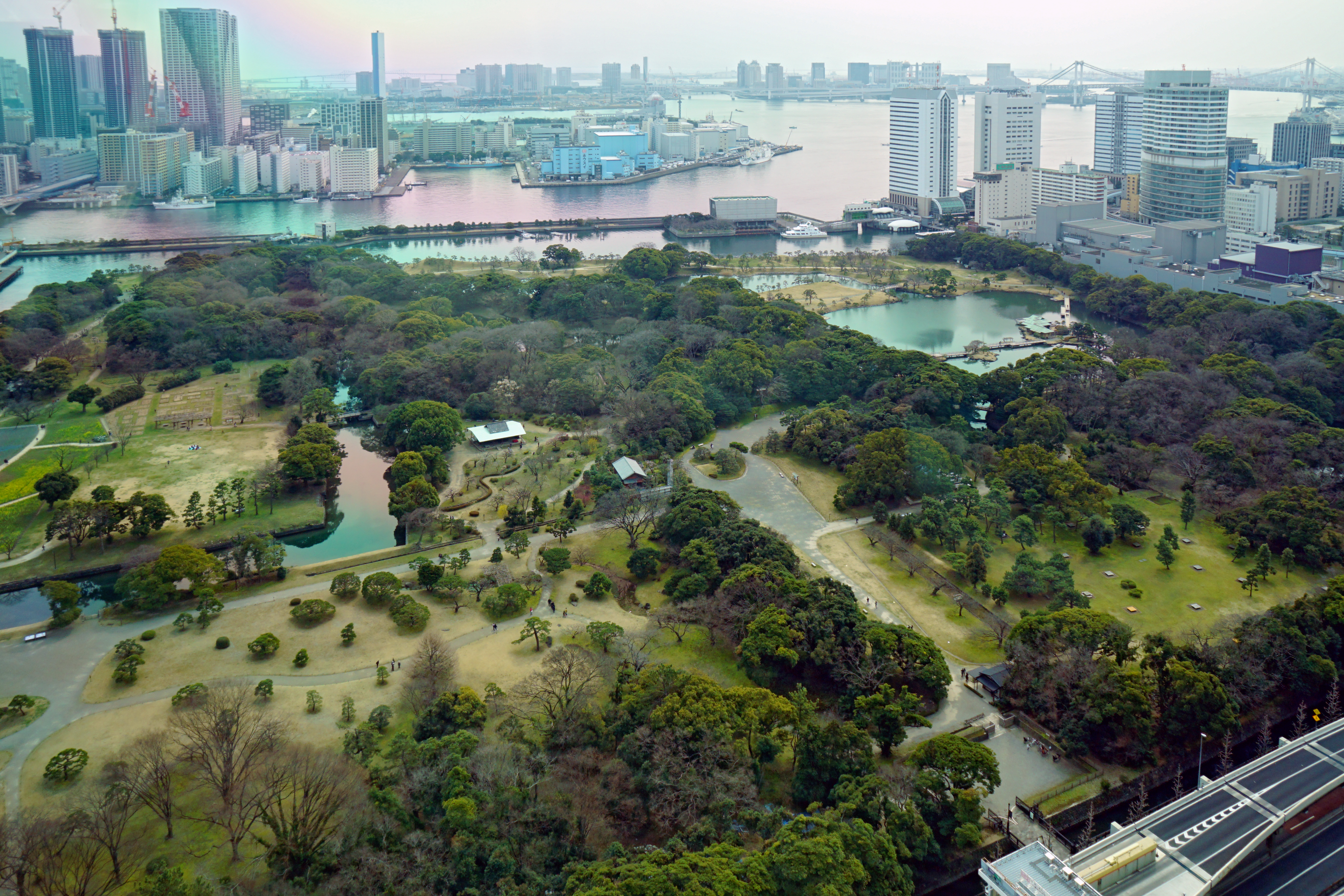
レストラン風花から望む浜離宮恩賜庭園

モダン・ラグジュアリーと日本らしさである和のデザインの組み合わせ。キーデザインアイコンが「門」と「墨絵」である。浜離宮恩賜庭園の前に位置し、庭園を望む景色は絶景である。

### 経営陣
- 総支配人 ハインリッヒ・グラファ（前任：コンラッド・センテニアル・シンガポール）
- 社長 大岩一彦

### 施設
- 客室…290室
- レストラン…4、バーラウンジ…1
- 大宴会場1、中宴会場1、小宴会場3、会議室3、チャペル
- スパ&フィットネス

## 客室
- シティ／ベイビュールーム (48 m2)…172
- エグゼクティブルーム (48 m2)…50
- シティ／ベイビュースイート (72 m2)…63
- デラックススイート (130 m2)…4
- ロイヤルスイート (226m2)…1

スタンダードで 48 m2、天井高 3 m と広い作りである。30階以上に位置する客室の内、36階と37階はエグゼクティブフロアとなっている。

## 宴会施設
宴会場はホテル棟とは別棟に位置しており、宿泊・レストラン利用客と動線を分けるつくりになっている。その為、貸切感が強い雰囲気がある。なお、会議室はホテル棟と同じ28階にある。
- 大宴会場「風波」(577 m2)
- 中宴会場「浜離宮」(223 m2)
- 小宴会場「紅葉」(35 m2)、「椿」(35 m2)、「皐」(24m2)
- 会議室…3
- チャペル…1

- 宴会料理長 井本信一郎
- ペストリーシェフ 町田桃子

## レストラン&バー
- 総料理長 　ホセ・サンチェス

メキシコ出身。メキシコ、アメリカ、スイスで腕を奮い、その後、日本、エジプト（JWマリオットカイロ）、アメリカ（マンダリン・オリエンタル・ワシントンD.C.）などでエグゼクティブシェフや総料理長を歴任。
いずれもロビー階（28階）にある。

### コラージュ
「ゴードン・ラムゼイ at コンラッド東京」をリニューアルし2013年8月1日にオープンした。「ゴードン・ラムゼイ at コンラッド東京」の料理長に着任後ミシュラン一つ星を受賞し続けた前田慎也が引き続き料理長を務める。
店名は、フレンチにとらわれない調理技法で芸術的な料理を提供するモダンフレンチを標榜することから、さまざまな要素を“コラージュ（組合せ）”してゲストに感動を提供しようというコンセプトに基づいている。「ミシュランガイド東京・横浜・湘南2014」にて一ツ星を獲得。

### セリーズ
カジュアルな雰囲気の中で朝食からランチ、ディナーを味わえるオールデイダイニング。

### チャイナブルー
店内が青の色調で統一されたレストラン。個室が3室あり、浜離宮恩賜庭園や晴海方面のパノラマビューを楽しめる。料理長はアルバート・ツェ・ウェイ・シン。料理はモダンチャイニーズというフレンチの要素が入った広東料理。店内には3500本のワインセラーがある。

### 風花
料理長は2010年から稲葉正信。和食の伝統的な料理に現代的なスタイルを掛け合わせた日本料理店。レストランは3セクションに分かれており、それぞれ「鉄板焼」「鮨」「会席」がある。「感動するような美味しさ」ではなく「毎日食べても飽きない自然な食べ慣れた美味しさ」を目標としている。壁一面のピクチャーウィンドウから浜離宮恩賜庭園を眼下に望める。

### トゥエンティエイト
ホテル唯一のバーラウンジ。昼はアフタヌーンティー、夜はカクテル等が楽しめる。2層吹き抜けの窓からは東京湾が望める。

## スパ&フィットネス

### 水月スパ&フィットネス
ホテル内のスパ・フィットネス施設。主にホテル29階に位置し、総面積は1400m2。檜風呂が設置された「ミズキルーム」等のトリートメントルーム10室、ジャグジー、サウナ、スチームルームなどの温浴施設、フィットネスジム、エアロビクススタジオ、屋内プール等で構成される。
25 m の屋内プールも「墨絵」をデザインモチーフとし、7mの高さの窓からはシティビューが広がる。フィットネス施設と同様、会員と宿泊客のみ利用できる。

## アメニティー

### テディベアとキングダック
宿泊すると、王冠を被った白いアヒルの人形（通称：キングダック）と、ちりめんの生地でつくられたオリジナルの愛らしいコンラッド・ベア（リボンタイにはCONRAD TOKYOと書かれている）がもらえる。ターンダウンサービス後にベアがベッドの上で、そっと宿泊客を待っている。

### バス用品
「アロマセラピー・アソシエイツ」、「シャンハイ・タン」、「タラ・スミス」から選べる。

## ギャラリー

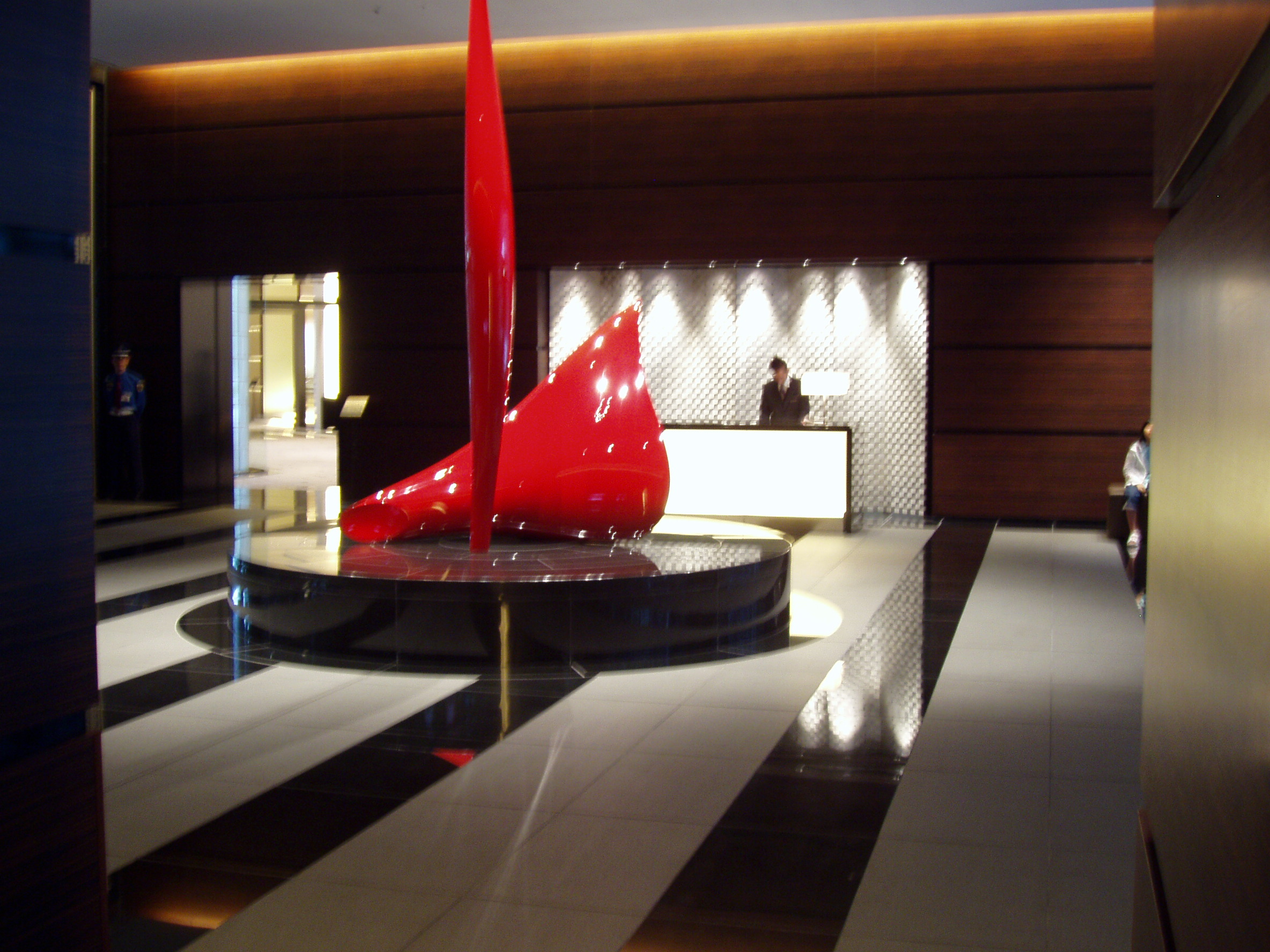
客室ロビー（2005年7月9日撮影）
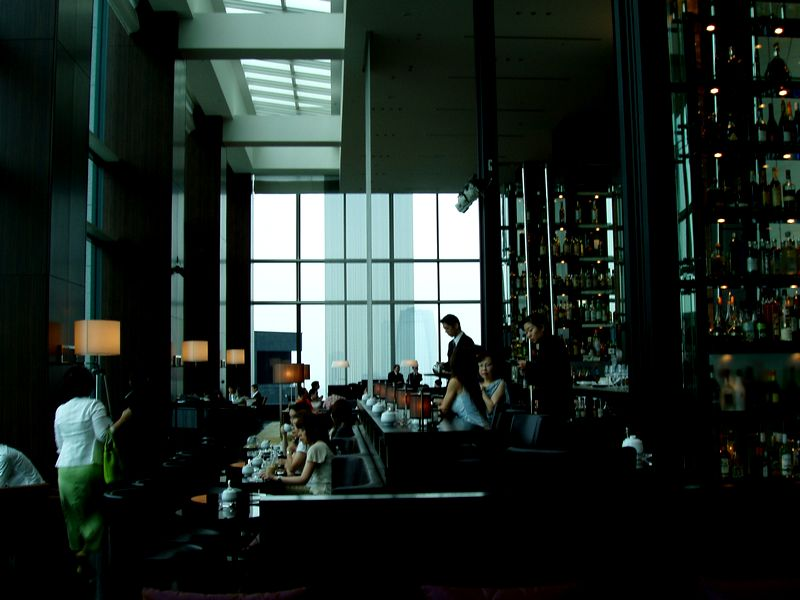
ダイニング（2005年7月9日撮影）
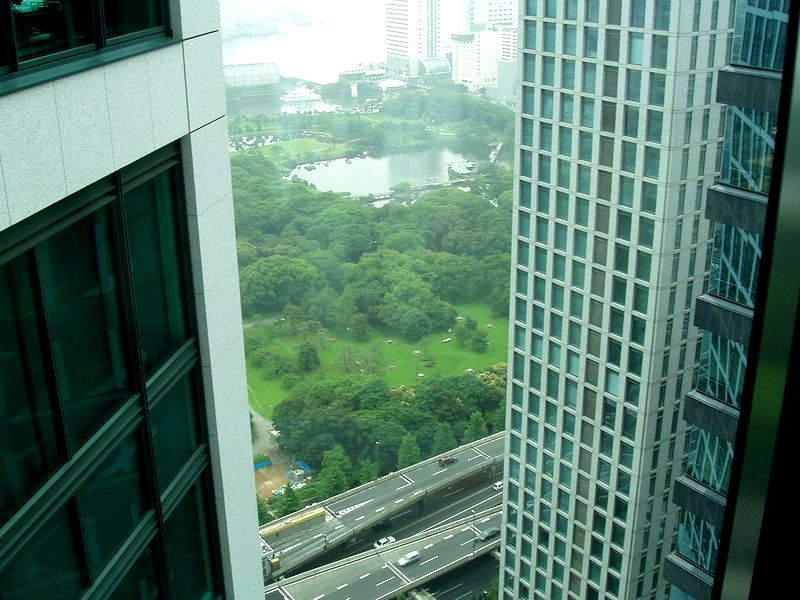
浜離宮を見渡す（2005年7月9日撮影）
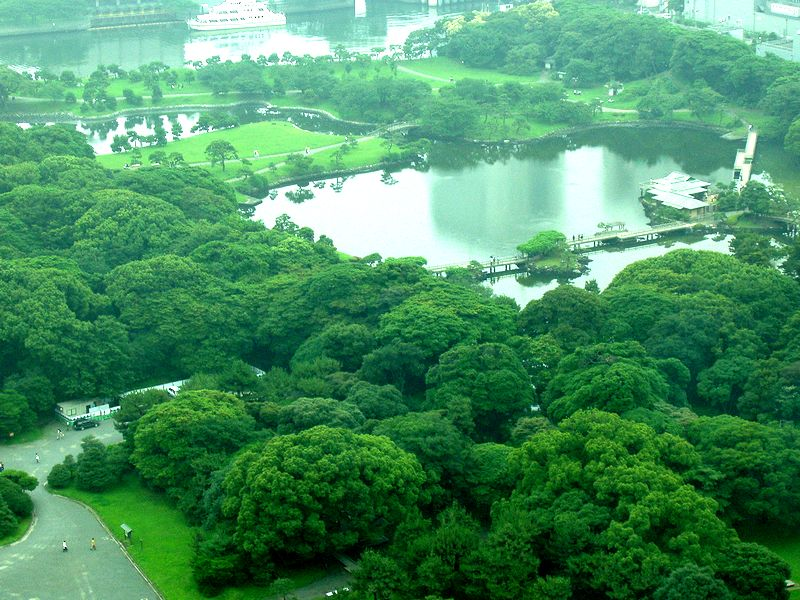
浜離宮を見渡す（2005年7月9日撮影）